# Langenbach bei Kirburg
Langenbach bei Kirburg település Németországban, Rajna-vidék-Pfalz tartományban. Lakosainak száma 1080 fő (2023. december 31.).

## Népesség
A település népességének változása:
| Lakosok száma | 614  | 1089 | 1067 | 1062 | 1082 | 1080 |
|               | 1975 | 2017 | 2019 | 2021 | 2022 | 2023 |